# الديوان الوطني للحماية المدنية (تونس)
الديوان الوطني للحماية المدنية (بالفرنسية: Office national de la protection civile)‏ هو الجهاز الخاص برجال الإطفاء والدفاع المدني في تونس، تأسست نواته الأولى في 1894 وتطور شيئا فشيئا منذها، ويهدف إلى حماية ومساعدة السكان. 

رقم الطوارئ المخصص للاتصال بالحماية المدنية في تونس هو 198.

## التاريخ
تأسست النواة الأولى للحماية المدنية في تونس في 1 نوفمبر 1894 تحت اسم جمعية التعاون للنجدة وصندوق التقاعد لرجال المطافئ المتطوعين مجانيا بتونس العاصمة، ثم تحول التنظيم من جمعية متطوعة إلى انتداب فعلي لرجال مطافئ متطوعين من بين موظفي بلدية الحاضرة سنة 1920.

في 3 مارس 1949، تم بعث هيئة تجمع رجال المطافئ المهنيين الأربعة في تونس العاصمة وسوسة وصفاقس وبنزرت، ليصبح لهم نظام عمل موحد وطرق تدخل تتماشى ومتغيرات العصر سيما وأن التنظيم الأخير عقب انتهاء الحرب العالمية الثانية بسنوات قليلة.

في 18 أكتوبر 1968، تم إحداث مصلحة قومية للوقاية المدنية، وتم بعث مكاتب جهوية على رأسها رقيب من الحرس الوطني، وتتمثل مهمة المكتب الجهوي في إعداد مخططات عمل تستند على أنواع الكوارث الطبيعية بكل منطقة وفي إحصاء الوسائل المتوفرة لدى مندوبي كافة كتابات الدولة بالجهة، وكذلك لدى القطاعات الخاصة، وتنسيق العمليات عند الإنجاز.

في 4 مارس 1975 صدر الأمر عدد 211/77 القاضي بإحداث إدارة للوقاية المدنية، ثم في 20 مارس 1975، وقع إدماج هيئة رجال المطافئ الأربعة في مؤسسة واحدة أطلق عليها اسم الوقاية المدنية في شكل إدارة فرعية تابعة للإدارة العامة للحرس الوطني، وفي 28 ديسمبر 1978 أصبحت وكالة إدارية ذات صبغة مدنية واستقلالية مالية.

في أبريل 1980، أصبحت إدارة الحماية المدنية مرتبطة مباشرة ومن جديد بالإدارة العامة للحرس الوطني مع محافظتها على الصبغة المدنية والاستقلال المالي. في 13 مايو 1991، صدر أمر ينظم إدارة الحماية المدنية ليجعلها تتمتع هيكليا بخمس إدارات فرعية.

وأخيرا في 27 ديسمبر 1993، صدر القانون عدد 121 لسنة 1993 ليقر إحداث ديوان وطني للحماية المدنية، يخضع لإشراف وزارة الداخلية ويكون مقره بتونس العاصمة.

## المهام
حماية الأرواح والمكتسبات العامة والخاصة والتدخل في كل الكوارث الطبيعية والحرائق وحوادث المرور ويساهم في اجلاء المصابين والمتضررين أو انتشال الجثث في أي مكان داخل تراب الجمهورية وهو الجهاز المكلف بحماية كل الأرواح والممتلكات بالإضافة إلى تأمين كل التظاهرات الرياضية والثقافية والندوات والمؤتمرات بالتحسيس والتواجد الميداني احتسابا لأي طارئ.

## الوسائل المادية
- سيارة إسعاف
- سيارة إسعاف طبية
- سيارة إطفاء
- شاحنة إطفاء
- زورق إنقاذ
- شاحنة حرائق المحروقات
- شاحنة نجدة بالطرقات

## قائمة الرتب
|  |  |  |  |  |  |  |

|  |  |  |  |  |  |

## صور

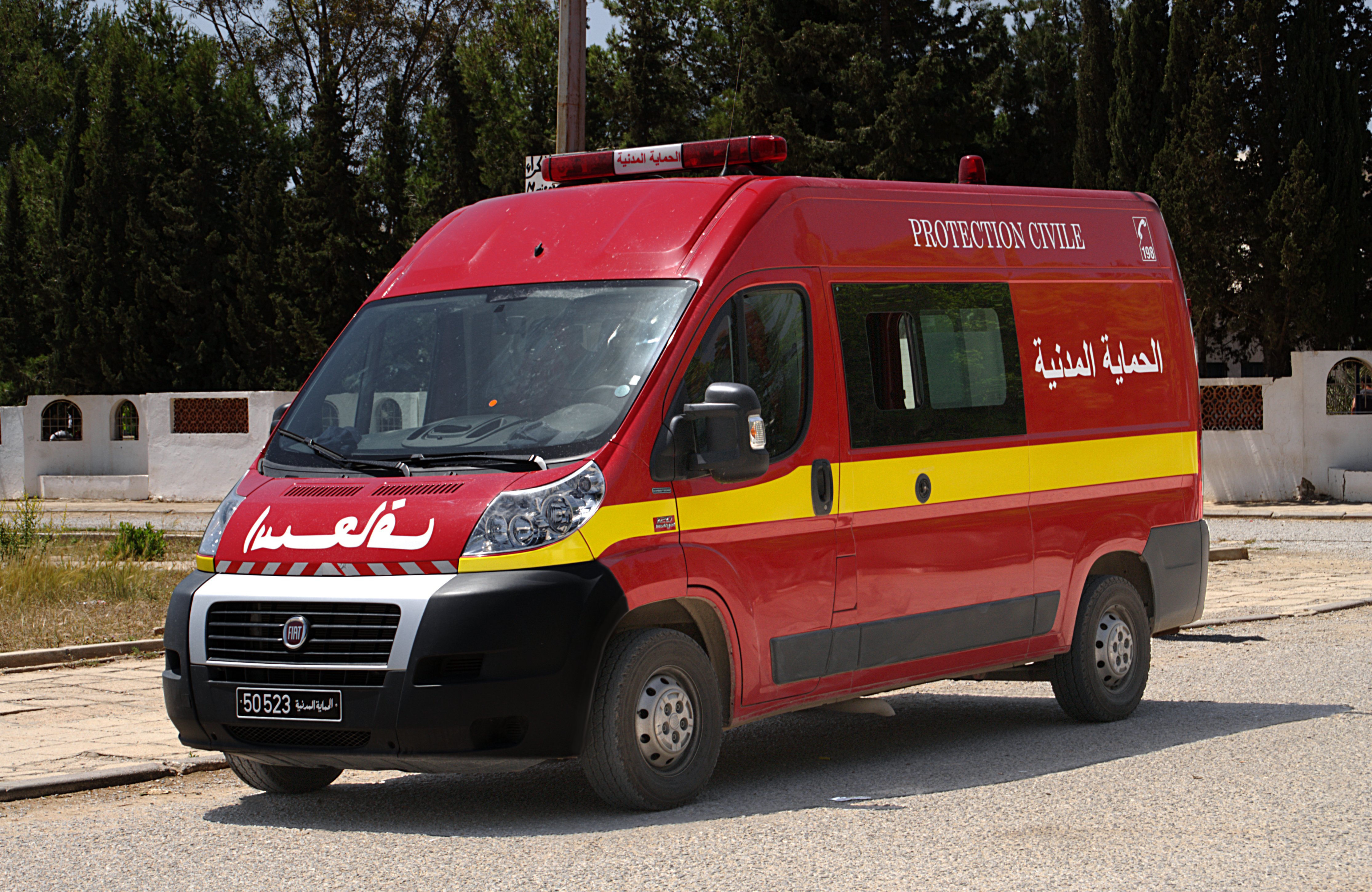
سيارة إسعاف طبية.

## مقالات ذات صلة
- رجل إطفاء

## روابط خارجية
- الموقع الرسمي.